# Parroquia Inmaculada Concepción (Belgrano)

Vista de la Iglesia antes de 1930.

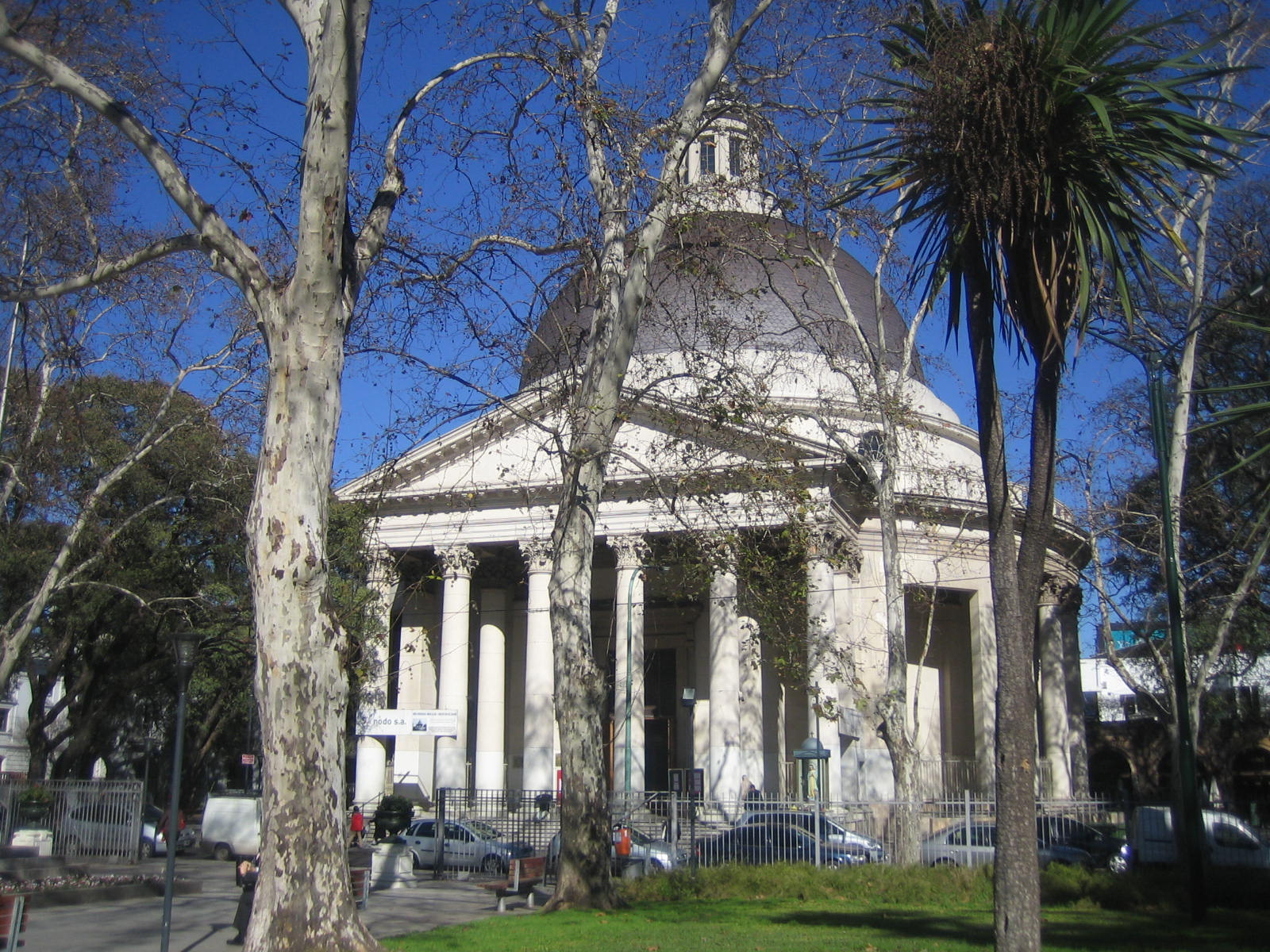
Imagen de la Parroquia Inmaculada Concepción.

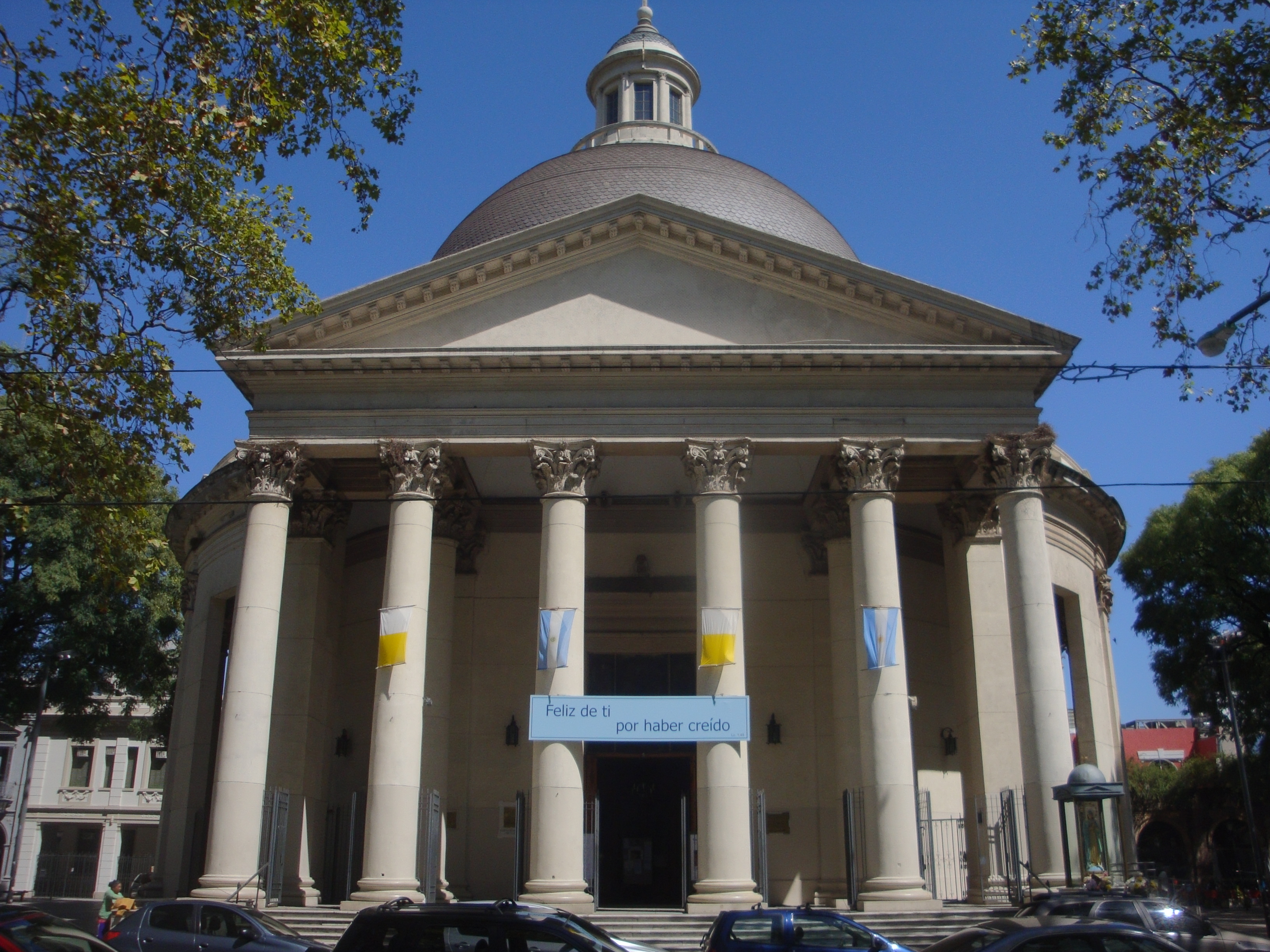
Fachada de la iglesia.

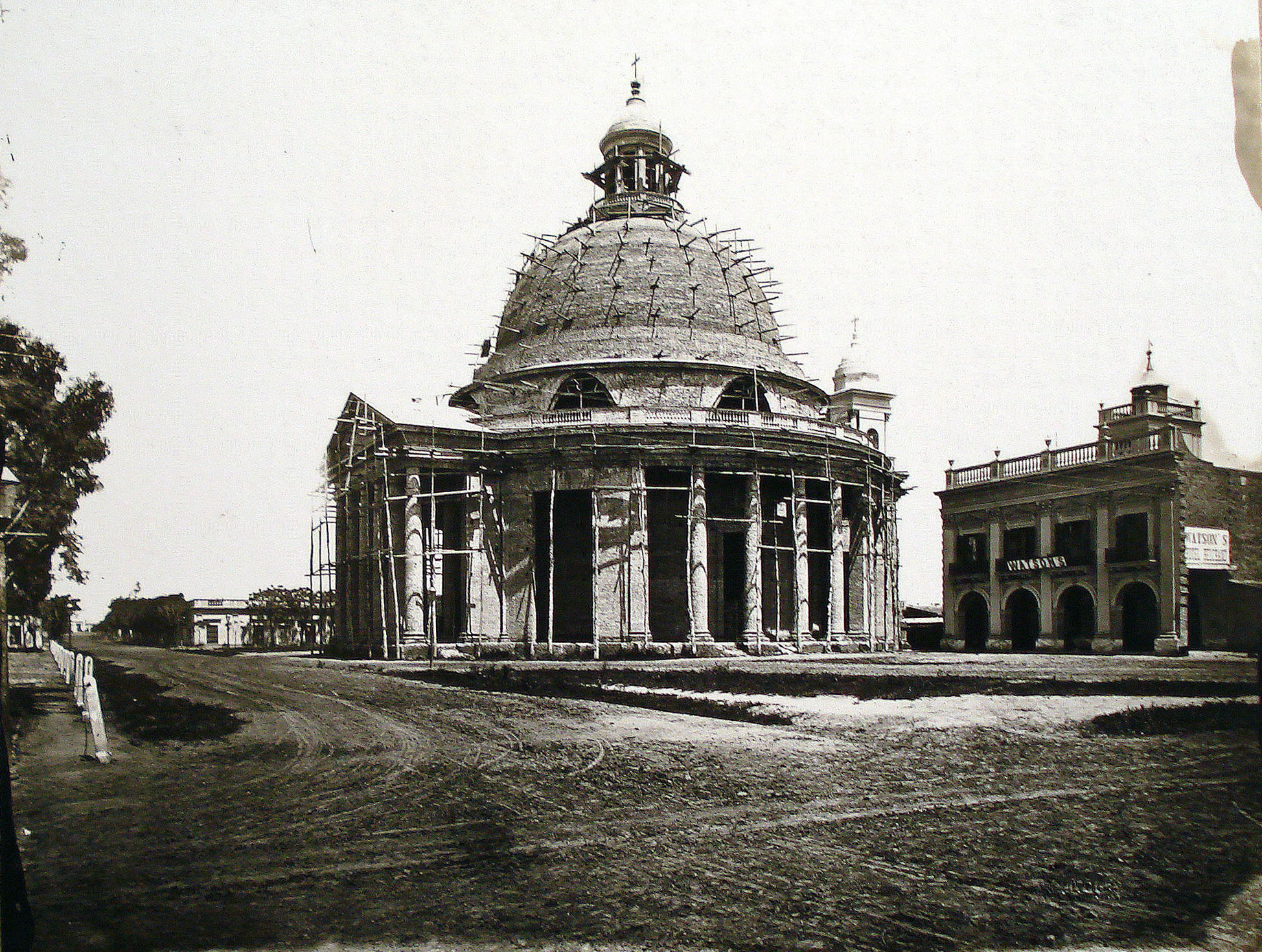
Iglesia de la Inmaculada Concepción en 1875.

La Parroquia de la Inmaculada Concepción es conocida popularmente como "La Iglesia redonda" o "La Redonda", por su forma de estilo renacentista. Se ubica en el barrio de Belgrano, Ciudad de Buenos Aires, Argentina.
En su tipología y aspecto, recibió influencias directas de la Iglesia de la Gran Madre di Dio en Turín, y del Panteón de Agripa en Roma.

## Historia
La primera capilla de Belgrano estaba situada sobre la antigua barranca, esquina de la Calle La Pampa y 11 de septiembre, en la pequeña planicie que luego ocupó un edificio de la Dirección de Paseos y los juegos infantiles que allí se encontraban. Cuentan las crónicas, que en su origen estuvo dedicada a San Benito y que fue edificada por un señor Torrecillas, dueño de aquellas tierras, para que sus esclavos, ocupados en las tareas del campo, tuvieran un lugar donde oír misa.
Muchos años más tarde esas propiedades tuvieron nuevo dueño, don José Julián Arriola, quien "en 1828, donó aquel oratorio a la Curia y también las tierras adyacentes". Arriola poseía en esos lugares un horno de ladrillos y una calera, la cual, tiempo después, fue explotada por los Padres Franciscanos.
El recordado decreto del 6 de diciembre de 1855, por el que se había aprobado la delineación del pueblo, contenía, entre otros, un artículo que disponía: "que también sería de su obligación proveer inmediatamente a la rehabilitación del viejo edificio que allí existe, de manera que pudiera servir provisoriamente para una escuela que debería fundar y para una capilla, mientras se construían en la plaza los respectivos edificios para esos destinos".
El 8 de diciembre de 1856 fueron inauguradas las obras de restauración de la capilla, realizándose con ese motivo una gran fiesta, a la que asistieron el Gobernador de Buenos Aires Valentín Alsina, los Ministros, el arzobispo de Buenos Aires, Monseñor Aneiros, y una enorme concurrencia. Se ofició una solemne misa cantada, que estuvo a cargo de Fray Olegario Corría, primer capellán de Belgrano.
Dos años más transcurrieron. En 1858 fue designado, para su atención, el Presbítero don José Salomón, y el 20 de abril de 1860 se la declaró Parroquia, nombrándose para desempeñar aquel nuevo curato al Presbítero don Miguel Padín.
Como aquella capilla era "modesta en condiciones para una población de inusitado desarrollo, precaria por sus condiciones físicas, e incómoda para su frecuentación a través de las calles de tierra a menudo enlodadas, urgía reemplazarla", por lo cual la Municipalidad de Belgrano, que por ese entonces estaba presidida por don Laureano J. Oliver, dispuso, a comienzos de 1864, organizar una Comisión con el fin de que se encargara de los trabajos destinados a la construcción de un nuevo templo.
Una vez que finalizaron todos los estudios referentes a su construcción, los cuales debieron haber comenzado a mediados de 1864, o antes, y presupuestada la obra en un millón seiscientos mil pesos, se fijó como fecha para colocar la piedra fundamental, el domingo 23 de enero de 1865. El acto tuvo lugar a las seis de la tarde, ocasión en que se levantó un acta, la cual fue depositada en un cofre, conjuntamente con las plumas que utilizaron, los firmantes de la misma, y varias medallas de plata que entregó el Padrino de la ceremonia, doctor Valentín Alsina.
La construcción del monumental templo, fue encomendada al ingeniero don Nicolás Canale. Luego del fallecimiento de este, ocurrido en 1876, fue continuada por su hijo José, interviniendo en las últimas etapas el arquitecto don Juan Antonio Buschiazzo.
Por falta de dinero, la edificación resultó lenta. Y para obtener más fondos tuvieron que rematar los terrenos de la barranca donde se levantaba la antigua capilla y el edificio de la misma, con todas sus existencias. En un texto de la época se decía "Hoy tiene lugar el interesante remate en el Paseo de la Barranca del edificio y terreno perteneciente a la Iglesia vieja. Recomendamos este terreno a los ricos capitalistas amantes de lo bueno y del progreso, mucho más siendo su producto destinado para la prosecución de nuestro colosal monumento, la Iglesia nueva".
Desde el año 1871 a 1875 estuvo a cargo de la Parroquia, uno de los sacerdotes que más prestigiaron, por su incansable actividad, la vida religiosa y espiritual del Belgrano de aquellos años. Este fue el Presbítero don Diego Miller, quien dedicó todos sus esfuerzos a los trabajos relacionados con la construcción del nuevo templo, obra que por su magnitud, necesitó también de la labor continuada de mucha gente. Su nombre, encabezaba la nómina que, hasta no hace muchos años, se hallaba grabada a un costado del Altar Mayor, sobre el muro, la cual recordaba a quienes integraban la Comisión, en la época de inaugurarse el templo. Aquella nómina era la siguiente: "Comisión de las obras de este templo. El señor Canónigo Presbítero D. Diego Miller, Cura Vicario D. Benjamín Carranza, el señor Juan Buschiazzo, arquitecto; el señor don Alejandro Caride, el señor Juan B. Corti, el señor Jorge Civit, año 1878".
Finalmente la Iglesia fue inaugurada el 8 de diciembre de 1878, oportunidad en que se realizó una gran ceremonia, asistiendo a ella el presidente de la República, Dr. Nicolás Avellaneda, y sus ministros; el gobernador de la provincia de Buenos Aires, Dr. Carlos Tejedor y las más altas dignidades de la Iglesia. Era juez de paz de Belgrano, don José María Sagasta Isla y Cura Párroco, D. Benjamín Carranza.
En su fachada principal se pueden ver 6 columnas que hacen de ella el orden corintio, consta de cubierta, entablamiento, columna y basamento. Las columnas están formadas por arquitrabe, floron, voluta, astrágalo, toro, flasa escocia, toro, plinto y estilobato.

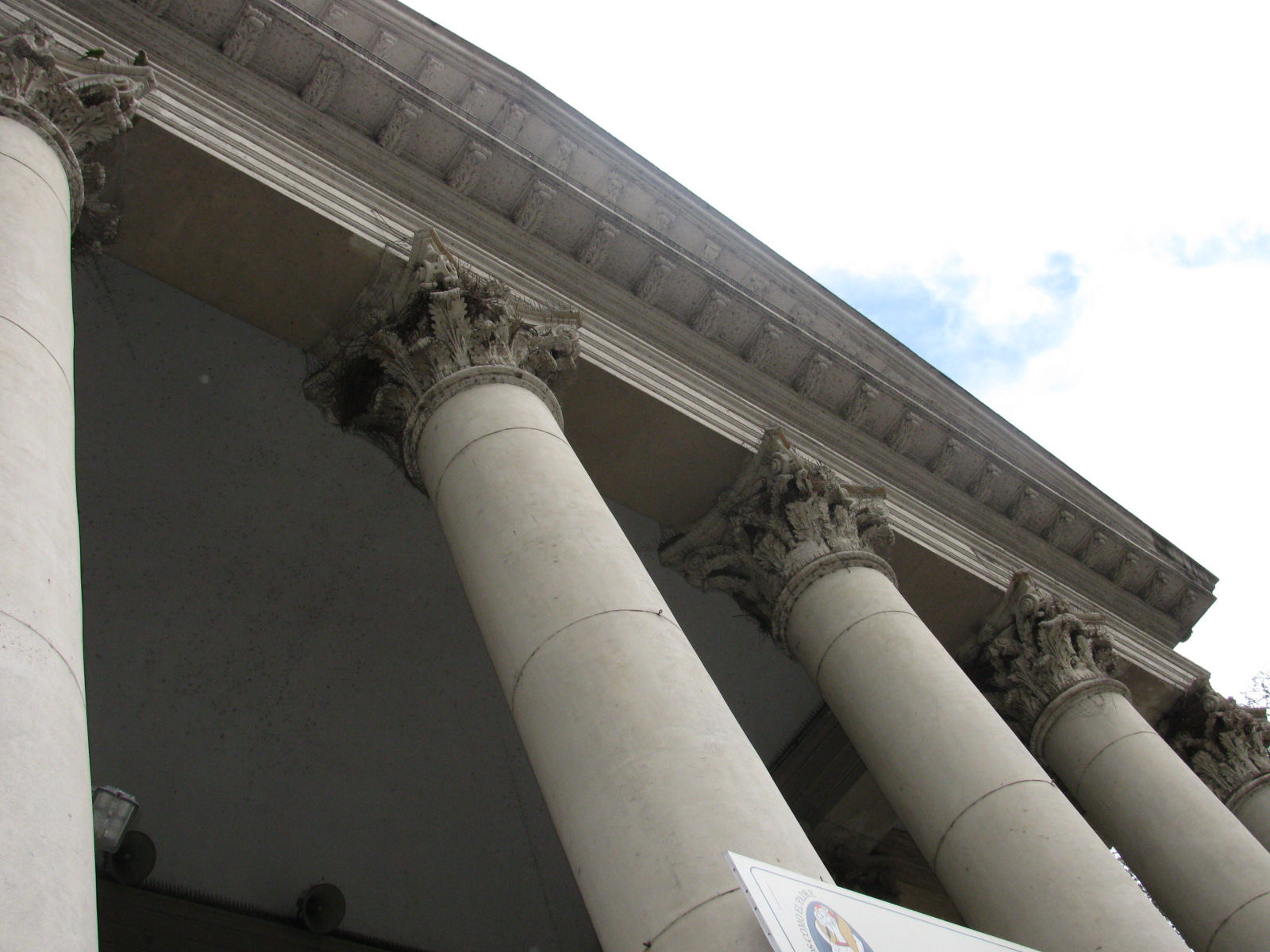
Columnas Corintias Exteriores

Se han llevado a cabo restauraciones interiores como el órgano de tubos y el altar de la cruz. En septiembre de este año se acondicionaran las paredes interiores, del lado de la calle Echeverría ya que están desmejoradas por el paso del tiempo. Esto es posible gracias a las contribuciones de los fieles que concurren frecuentemente; esto es de gran importancia ya que ayuda a preservar este patrimonio histórico

## Ubicación
La parroquia se encuentra en el barrio porteño de Belgrano de la Ciudad de Buenos Aires. Específicamente entre las calles Vuelta de Obligado, Avenida Juramento y la calle Echeverría. A unos 400 metros de distancia se encuentran las Barrancas de Belgrano.

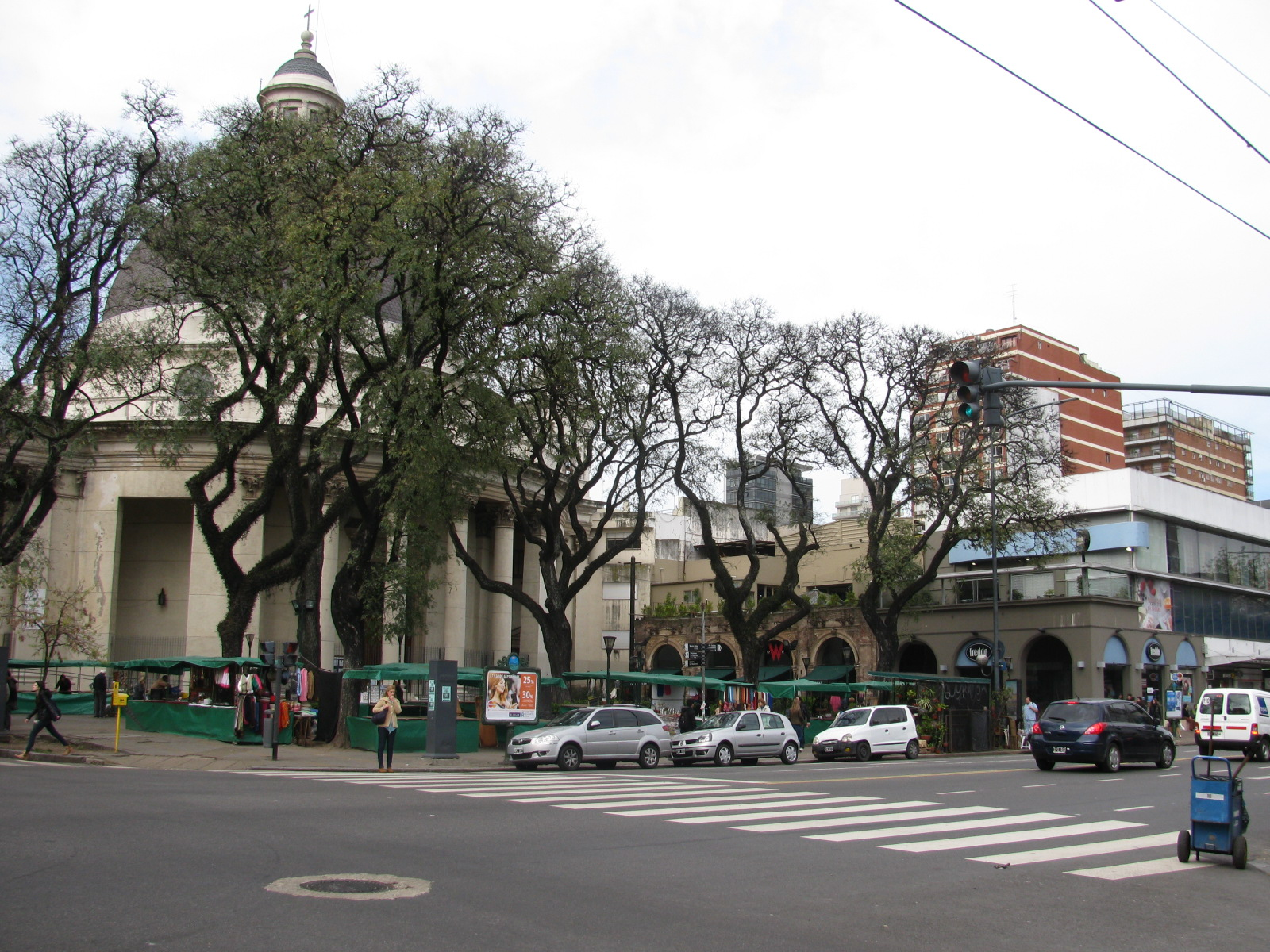
Vista desde Vuelta de Obligado y Juramento

La Parroquia es uno de los edificios que se encuentran alrededor de la Plaza Manuel Belgrano, más conocida como "Plaza Juramento", origen del pueblo de Belgrano. Además de la parroquia, se encuentra también el Museo Larreta, justo del otro lado de la Avenida Juramento en su esquina con la calle Vuelta de Obligado, es decir la esquina en diagonal a la parroquia. Sobre la calle Cuba, cruzando la plaza, se encuentra el Museo Sarmiento. Cabe aclarar que este museo fue en sus orígenes la Municipalidad del pueblo de Belgrano y que en ese edificio, siendo Presidente de la Nación Dr. Nicolás Avellaneda, se firmó el día 20 de septiembre de 1880 la federalización de la Ciudad de Buenos Aires, pasando a ser Belgrano, junto con otros pueblos más (como por ejemplo, Flores), parte de la nueva Capital Federal. La parroquia además de ser un lugar de oración es un espacio de encuentro ya que se encuentra en un lugar privilegiado justo enfrente de la plaza.

## Actividades
En "La Redonda", se desarrollan los "Grupos Juveniles", un espacio pensado para chicos desde 1.er año del secundario hasta 5.º año del secundario y también para los universitarios.
En estos grupos los integrantes tienen diferentes actividades lúdicas.
Los días de encuentro de estos grupos son todos los viernes a partir de las 18.30 en la casa parroquial, ubicada a la derecha de la Iglesia.
En estos grupos se suelen organizar campamentos, convivencias y retiros —en otoño siempre se realiza un campamento de un fin de semana largo en el predio de Ezeiza (complejo "La Paloma") para todos los chicos, y en febrero se realiza el campamento de verano, que suele realizarse en Bariloche, Córdoba, Mendoza o en la costa de la Provincia de Buenos Aires—.
Los chicos de estos grupos suelen hacer muchas actividades. Además de los campamentos organizan anualmente La Peregrinación Juvenil a Lujan. En el año 2011 han asistido a la fiesta del Corpus-Christi.
También funciona el SIPAM (Servicio Interparroquial de Ayuda Mutua), asistiendo a las familias con necesidades básicas insatisfechas o que estén pernoctando en la vía pública, dando ropas y alimentos dos veces a la semana (lunes y miércoles). También funciona un comedor que da un plato de comida a 80 personas aproximadamente de lunes a sábados. Todos atendidos por voluntarios, personas que hacen este trabajo en forma gratuita.